# Taraxacum acutifidum
Taraxacum acutifidum — вид квіткових рослин з родини айстрових (Asteraceae). Вид зростає в Європі: Данія, Швеція, Нідерланди, Німеччина, Польща, Чехія; інтродукований до Англії, Уельсу, Шотландії, Ірландії; це багаторічна рослина помірних біомів.